# La Aceituna, Sinaloa
La Aceituna är en ort i Mexiko.   Den ligger i kommunen Sinaloa och delstaten Sinaloa, i den västra delen av landet, 1 200 km nordväst om huvudstaden Mexico City. La Aceituna ligger 172 meter över havet och antalet invånare är 119.
Terrängen runt La Aceituna är huvudsakligen kuperad, men västerut är den platt. Runt La Aceituna är det glesbefolkat, med 19 invånare per kvadratkilometer. Närmaste större samhälle är Sarabia, 7,2 km väster om La Aceituna. I omgivningarna runt La Aceituna växer huvudsakligen savannskog.